# Морени (Јаши)
Морени (рум. Moreni) насеље је у Румунији у округу Јаши у општини Присакани. Oпштина се налази на надморској висини од 31 m.

## Становништво
Према подацима из 2002. године у насељу је живело 987 становника, од којих су сви румунске националности.